# Timema dorotheae
Timema dorotheae är en insektsart som beskrevs av Jonas Rudolph Strohecker 1966. Timema dorotheae ingår i släktet Timema och familjen Timematidae. Inga underarter finns listade i Catalogue of Life.